# Southern Comfort (album de Anthony Hamilton)
Pour les articles homonymes, voir Southern Comfort.
Albums de Anthony Hamilton
Ain't Nobody Worryin'
(2005) The Point of It All
(2008)
Southern Comfort est la seconde compilation (mais le cinquième album au total) du chanteur américain de RnB/neo soul Anthony Hamilton, sorti aux États-Unis le 3 avril 2007 sur le label Merovingian Music. L'album comprend des titres écrits et produits par Hamilton entre 2000 et 2002 amis jamais sortis, tout ceci avant la sortie de son premier album Comin' from Where I'm From. À sa sortie, cet album atteint la 19e place du classement Billboard 200 la semaine du 21 avril 2007 mais sortant des 100 premières places la semaine suivante et quittant définitivement le classement deux semaines plus tard. Cependant, il réussit à se maintenir plus longtemps dans les classements Top R&B/Hip-Hop Albums et du "Top Independent Albums", où il atteignit respectivement la 13e et la 3e place.

## Liste des titres
1. "They Don't Know" (Anthony Hamilton, Andreao Heard) – 4:30
2. "Magnolia's Room" – 5:03
3. "Why" – 4:25
4. "Don't Say What You Won't Do" (Hamilton, Cedric Solomon) – 5:55
5. "Glad U Called" – 4:27
6. "Fallin in Love Again" (Hamilton, Heard) – 4:25
7. "Trouble" (Hamilton, Solomon) – 4:19
8. "Never Give Up" (Hamilton, Solomon) – 4:27
9. "Better Love" (Hamilton, Heard) – 4:44
10. "Please" (Hamilton, Heard, Andre Harrell) – 5:41
11. "Sailin Away" (Hamilton, Solomon) – 3:53

## Classements
| Classement (2007)                     | Meilleure position |
| ------------------------------------- | ------------------ |
| U.S. Billboard 200                    | 90                 |
| U.S. Billboard Top R&B/Hip-Hop Albums | 13                 |
| U.S. Billboard Top Independent Albums | 3                  |
| U.S. Billboard Comprehensive Albums   | 91                 |

## Historique des sorties
| Pays       | Date            | Label             |
| ---------- | --------------- | ----------------- |
| États-Unis | 3 avril 2007    | Merovingian Music |
| Canada     | 3 avril 2007    | Merovingian Music |
| Allemagne  | 25 janvier 2008 | Groove Attack     |